# Bâtiment du ministère de la Justice
 (décembre 2016).
Si vous disposez d'ouvrages ou d'articles de référence ou si vous connaissez des sites web de qualité traitant du thème abordé ici, merci de compléter l'article en donnant les références utiles à sa vérifiabilité et en les liant à la section « Notes et références ».
Le bâtiment du ministère de la Justice (en serbe cyrillique : Зграда Министарства правде ; en serbe latin : Zgrada Ministarstva pravde est situé à Belgrade, la capitale de la Serbie, dans la municipalité urbaine de Stari grad. En raison de son importance architecturale, cet édifice, construit en 1883, figure sur la liste des monuments culturels de grande importance de la république de Serbie (identifiant no SK 47) et sur la liste des biens culturels de la ville de Belgrade.

## Présentation
Le bâtiment est situé sur Terazije au n° 41,. Il a été construit sur les plans de l'architecte Svetozar Ivačković par l'ingénieur Jovan Subotić pour accueillir les bureaux du ministère de la Justice de l'époque[réf. nécessaire]. Sa construction coïncide avec le moment historique où la principauté de Serbie, indépendante, est devenue le royaume de Serbie (1882) et avec la construction du Stari dvor, le « Vieux palais », situé à proximité, ces deux édifices faisant de Terazije l'un des grands centres administratifs de la capitale. Il est un des rares exemples de l'architecture ministérielle du XIXe siècle subsistant à Belgrade.

## Architecture

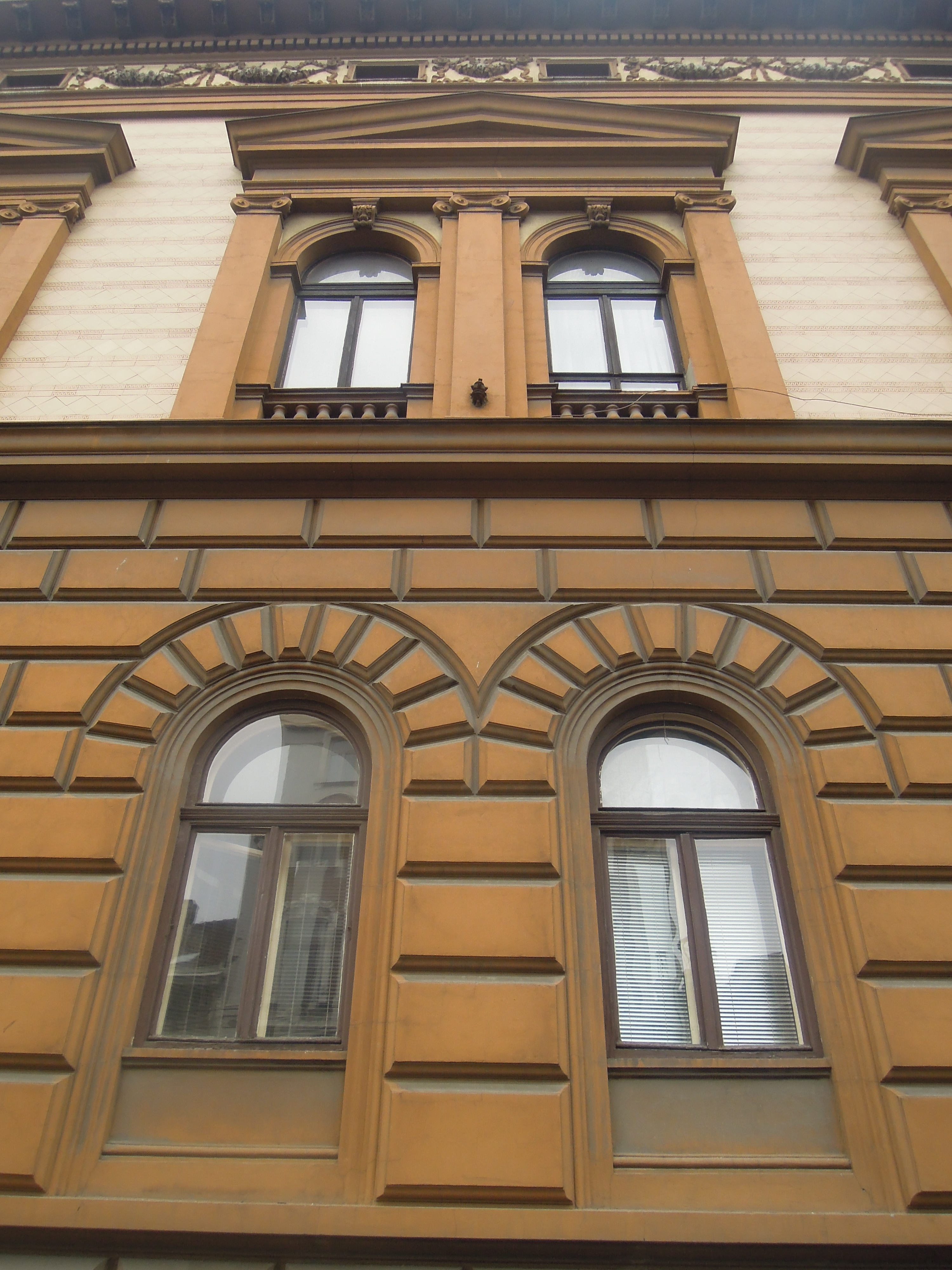
Détail de la façade

Le bâtiment a été construit dans un style néorenaissance, avec une réminiscence claire des palais de la Renaissance italienne et une influence de l'architecture néoclassique. Il est composé d'un rez-de-chaussée et d'un étage et, en 1883, il possédait deux entrées, correspondant aux deux autorités qui avaient présidé à sa construction : le ministère de la Justice et le quartier de Terazije ; l'une de ces portes a été supprimée en 1910 lors de travaux d'aménagement. Le rez-de-chaussée est constitué de grands blocs de pierre tandis que le premier étage est recouvert de tuiles jaunes et doté de fenêtres en demi-cintre surmontées de tympans triangulaires,. La façade se termine par une corniche richement décorée, elle-même couronnée d'un attique doté d'une balustrade,.

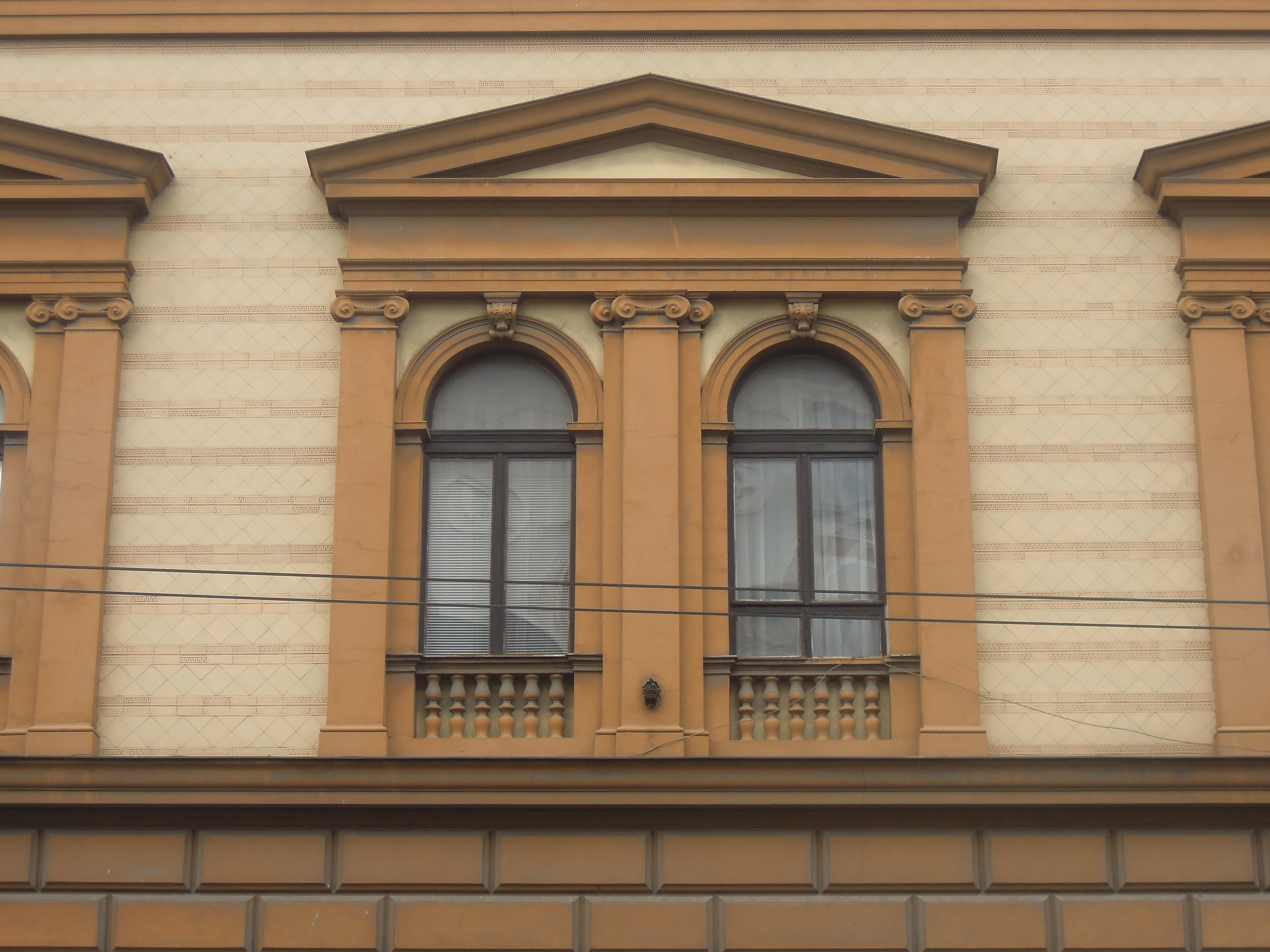
Autre détail de la façade

La grande salle du bâtiment est décorée de stucs et de boiseries. Un escalier à balustrade en marbre relie le rez-de-chaussée et le premier étage.

## Restauration
Des travaux de restauration ont été effectués sur l'édifice en 1978 et 1979.